# Escilis
Escilis, Escilías o Escilías de Esciona (griego antiguo: Σκυλλίας) fue un nadador y buceador de la Antigua Grecia.

## Historia
El historiador Heródoto afirma que en el año 480 a. C., el famoso buceador y nadador Escilías, originario de la ciudad de Esciona, formada por colonos jónicos provenientes de Calcis, en Eubea, fue capturado por los persas que conocían de sus grandes cualidades y habilidades para usarlo contra la flota griega.
Cuando Escilías se enteró de los planes persas de bloquear el canal entre la isla de Eubea y el continente, se sumergió en el mar, cortando las cuerdas de las anclas de los barcos persas, lo que creó un gran problema en la flota. Usando una caña como tubo respirador, nadó, sin salir a la superficie, hasta el cabo Artemisio, una distancia de unos 80 estadios, unas 9 millas náuticas. A continuación, pudo informar a los griegos de los planes de los persas. De esta forma, los griegos evitaron la trampa preparada por los persas, y se produjo la batalla de Artemisio. 
Las notables hazañas de Escilis, saboteando bajo el agua a la flota persa, muchas veces acompañado de la también experta buceadora, su hija Ciana, hicieron que la anfictionía decretara dedicarles a los dos, estatuas en Delfos, el lugar más sagrado de la Antigua Grecia. Ambas estatuas se encuentran ahora en Roma, adonde fueron trasladadas por el emperador romano Nerón.
En su honor se ha erigido un relevante monumento en la playa de Nea Skioni.

## En la ficción
La película de 2014 300: Rise of an Empire representa a Escilis (interpretado por Callan Mulvey) como un soldado y espía de Temístocles, aunque la propia Ciana no aparece, siendo sustituida por un hijo varón llamado Calisto (Jack O'Connell).